# 中国人民解放军联勤保障部队北戴河康复疗养中心
中国人民解放军联勤保障部队北戴河康复疗养中心，位于河北省秦皇岛市北戴河区，隶属郑州联勤保障中心。

## 简介
中国人民解放军北京军区北戴河疗养院始建于1948年。2005年10月，由中国人民解放军北京军区北戴河疗养院（中国人民解放军第二八一医院）、中国人民解放军海军北戴河疗养院、中国人民解放军空军北戴河疗养院（中国人民解放军第一七八医院）三所团级疗养院整合组建为新的中国人民解放军北京军区北戴河疗养院，设有两个临床部，担负驻秦皇岛地区体系单位官兵、职工、家属的医疗卫勤保障任务。其中，原北京军区北戴河疗养院改为北京军区北戴河疗养院第一疗养区，位于西海滩路4号；原海军北戴河疗养院改为第二疗养区，位于金山嘴路10号；原空军北戴河疗养院改为第三疗养区，位于驼峰路1号。
该疗养院是一所集医疗、疗养、体检于一体的大型综合型疗养院。截至2013年，该疗养院拥有11个营区、5个海水浴场，总占地面积1634亩；展开疗养床位1100多张，医疗床位500多张；拥有卫生技术人员700多名（包括高中级技术职务人员400多名）。“十一五”以来直到2013年，疗养院先后获军队医疗成果二等奖2项、三等奖16项，在国内核心期刊发表1000余篇论文，中标全军“十二五”计划课题3项。急救中心2000年被北京军区确定为“北戴河急救中心”；肾脏病科2006年被中国人民解放军总后勤部卫生部确定为“全军肾脏病中西结合治疗中心”，主任周柱亮享受政府特殊津贴，被北京军区表彰为“育才有功专家”；康复医学科2007年被国家中医药管理局和中国人民解放军总后勤部卫生部确定为“军队重点建设专科”。
2014年11月20日，北戴河疗养院爆發北戴河醫院砍殺案，造成7死1伤。
2016年，在深化国防和军队改革中，该疗养院由北京军区转隶郑州联勤保障中心。此后称中国人民解放军北戴河疗养院。

## 历任领导
| 院长 - 申诚民（？—？） - 沈春泉（？—？） | 政治委员 - 刘东宁（？—？） - 安自力（？—？） |